# Sotira (dystrykt Famagusta)
Sotira (gr. Σωτήρα) – miasto w Republice Cypryjskiej, w dystrykcie Famagusta. W 2011 roku liczyło 5474 mieszkańców.